# انرژی در سوئیس

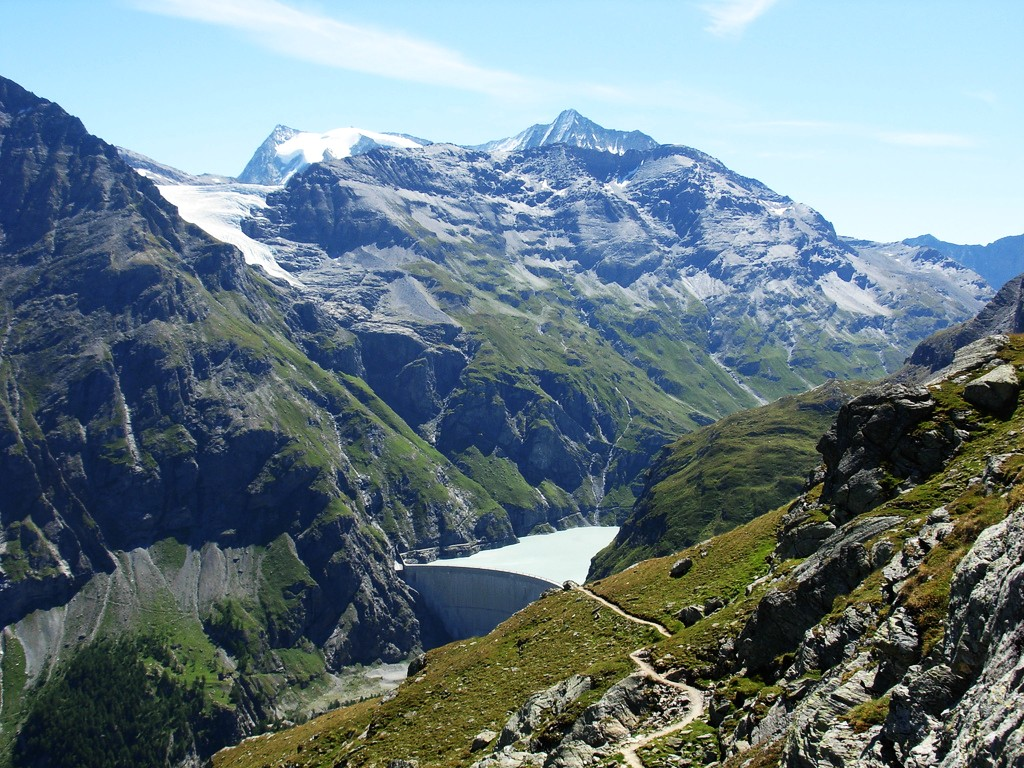
سد مووایسین نیروگاه‌های برق‌آبی مهم‌ترین منبع انرژی الکتریکی در سوئیس هستند.

مصرف انرژی بر اساس منبع، سوئیس

انرژی در سوئیس در حال گذار به سوی پایداری است و این کشور اهداف بلندپروازانه‌ای را در راستای حفاظت از محیط زیست و مقابله با تغییرات اقلیمی تعیین کرده است. بر اساس برنامه‌ریزی‌های صورت‌گرفته، سوئیس متعهد شده است تا تا سال ۲۰۵۰ به سطح انتشار خالص صفر انتشار گاز گلخانه‌ای دست یابد. این بدان معناست که میزان گازهای گلخانه‌ای منتشرشده در آن زمان با میزان گازهای جذب‌شده یا جبران‌شده برابر خواهد بود و در نتیجه، تأثیر خالص آن‌ها بر اقلیم صفر خواهد بود.
همچنین، این کشور هدف میان‌مدت مهمی را نیز در نظر گرفته است که بر اساس آن، میزان انتشار گازهای گلخانه‌ای باید تا سال ۲۰۳۰ نسبت به سطوح سال‌های پیشین، دست‌کم ۵۰ درصد کاهش یابد. تحقق این اهداف مستلزم اصلاحات گسترده در حوزه‌های مختلف از جمله تولید انرژی، مصرف سوخت‌های فسیلی، بهره‌وری انرژی، توسعه انرژی‌های تجدیدپذیر مانند برق‌آبی، خورشیدی و بادی، و نیز تغییر الگوهای مصرفی جامعه و صنایع است.
انرژی در کشور سوئیس عمدتاً بر پایه منابع برق‌آبی، انرژی هسته‌ای و گاز طبیعی استوار است. همچنین، بخش قابل توجهی از فرآورده‌های نفتی مورد نیاز، به‌ویژه برای سوخت‌رسانی به خودروها، از طریق واردات تأمین می‌شود؛ چرا که سوئیس خود فاقد منابع فسیلی قابل استخراج است و هیچ‌گونه تولید داخلی نفت یا گاز ندارد.
در راستای مقابله با تغییرات اقلیمی و کاهش وابستگی به سوخت‌های فسیلی، دولت سوئیس در سال ۲۰۱۱ «استراتژی انرژی ۲۰۵۰» را آغاز کرد. این راهبرد بلندمدت با هدف گذار به سمت شیوه‌های تولید انرژی پایدار در کشور سوئیس عمدتاً بر پایه منابع برق‌آبی، انرژی هسته‌ای و گاز طبیعی استوار است. همچنین، بخش قابل توجهی از فرآورده‌های نفتی مورد نیاز، به‌ویژه برای سوخت‌رسانی به خودروها، از طریق واردات تأمین می‌شود؛ چرا که سوئیس خود فاقد منابع فسیلی قابل استخراج است و هیچ‌گونه تولید داخلی نفت یا گاز ندارد.
در راستای مقابله با تغییرات اقلیمی و کاهش وابستگی به سوخت‌های فسیلی، دولت سوئیس در سال ۲۰۱۱ «استراتژی انرژی ۲۰۵۰» را آغاز کرد. این راهبرد بلندمدت با هدف گذار به سمت شیوه‌های پایدارتر تولید و مصرف انرژی طراحی شده است. از مهم‌ترین اهداف این استراتژی می‌توان به دستیابی به بی‌طرفی کربنی (climate neutrality)، کاهش تدریجی سهم سوخت‌های فسیلی در سبد انرژی ملی، توسعه انرژی‌های تجدیدپذیر، و افزایش بهره‌وری انرژی در بخش‌های مختلف اشاره کرد.
استراتژی انرژی ۲۰۵۰، نقشه راهی است برای ساختن آینده‌ای پاک‌تر و پایدارتر، که در آن تأمین انرژی نه تنها با محیط زیست سازگارتر خواهد بود، بلکه امنیت انرژی و استقلال آن نیز در بلندمدت تقویت می‌شود. این برنامه همچنین بر مشارکت شهروندان، نوآوری فناوری، و بازطراحی زیرساخت‌ها در جهت تحقق اقتصاد سبز تأکید دارد. و مصرف انرژی طراحی شده است. از مهم‌ترین اهداف این استراتژی می‌توان به دستیابی به بی‌طرفی کربنی، کاهش تدریجی سهم سوخت‌های فسیلی در سبد انرژی ملی، توسعه انرژی‌های تجدیدپذیر، و افزایش بهره‌وری انرژی در بخش‌های مختلف اشاره کرد.
مصرف سرانه انرژی در کشور سوئیس طی سال‌های گذشته روندی کاهشی و باثبات داشته است. این کاهش در حالی رخ داده که جمعیت کشور در بازه زمانی ۱۹۹۰ تا ۲۰۲۰ رشدی قابل توجه معادل ۲۸٫۷ درصد را تجربه کرده است. با وجود این افزایش جمعیت، میزان کل مصرف انرژی در همین دوره نه‌تنها افزایش نیافته بلکه با کاهش ۵٫۹ درصدی همراه بوده است. این روند نشان‌دهنده بهبود بهره‌وری انرژی، پیشرفت در فناوری‌ها و سیاست‌گذاری‌های مؤثر در جهت مصرف هوشمندانه انرژی در سطح ملی است.
در ترکیب سبد انرژی مصرفی سوئیس، فرآورده‌های نفتی و سوخت‌های مورد استفاده در وسایل نقلیه بیشترین سهم را دارند و ۴۳ درصد از کل انرژی مصرفی را به خود اختصاص می‌دهند. پس از آن، برق با سهمی معادل ۲۶ درصد و گاز طبیعی با ۱۵ درصد در رتبه‌های بعدی قرار دارند.
از منظر بخش‌های مصرف‌کننده انرژی، خانوارهای خصوصی و بخش حمل‌ونقل بیشترین میزان انرژی را مصرف می‌کنند، به‌طوری که هر یک حدود یک‌سوم از کل انرژی مصرفی کشور را به خود اختصاص داده‌اند. در مقابل، بخش‌های صنعت (تولید) و خدمات، هر کدام کمتر از یک‌پنجم از مصرف انرژی را شامل می‌شوند.
این آمارها نشان‌دهنده اهمیت سیاست‌های انرژی‌بر پایه صرفه‌جویی، بهینه‌سازی مصرف در بخش حمل‌ونقل و تغییر رفتار مصرفی در سطح خانوارهاست. همچنین، این روند تأکیدی بر موفقیت‌آمیز بودن اقدامات سوئیس در مسیر گذار به سوی توسعه پایدار و کاهش اثرات زیست‌محیطی ناشی از مصرف انرژی است.

توسعه انتشار دی‌اکسید کربن

پس از وقوع حادثه اتمی فوکوشیما در مارس ۲۰۱۱ در ژاپن، کشور سوئیس اقدامات مهم و قاطعی را در زمینه سیاست انرژی هسته‌ای خود اتخاذ کرد. در پی این رویداد، شورای فدرال تمامی روندهای جاری مربوط به صدور مجوز برای احداث نیروگاه‌های هسته‌ای جدید را به حالت تعلیق درآورد. در همان سال، هم شورای فدرال و هم پارلمان سوئیس به‌صورت رسمی تصمیم گرفتند تا به‌تدریج از انرژی هسته‌ای خارج شوند و این فناوری را از چرخه تأمین انرژی کشور کنار بگذارند.
این تصمیم نقطه آغاز و زیربنای تدوین استراتژی انرژی ۲۰۵۰ بود که هدف آن گذار نظام‌مند به سوی شیوه‌های پایدارتر تأمین انرژی است. بر اساس این استراتژی، قرار است پنج نیروگاه هسته‌ای فعال سوئیس در زمان مقرر و با رسیدن به پایان عمر عملیاتی‌شان از مدار خارج شوند، بدون آنکه برنامه‌ای برای جایگزینی آن‌ها با نیروگاه‌های هسته‌ای جدید وجود داشته باشد.
مطابق با برنامه‌ریزی‌های انجام‌شده، سوئیس قصد دارد تا سال ۲۰۴۴ به‌طور کامل از تولید انرژی هسته‌ای دست بکشد. این روند توقف تدریجی، همراه با توسعه منابع انرژی تجدیدپذیر، بهبود بهره‌وری انرژی و گسترش فناوری‌های نوین ذخیره‌سازی و مدیریت مصرف انرژی، بخشی کلیدی از سیاست ملی برای دستیابی به پایداری بلندمدت و بی‌طرفی اقلیمی به‌شمار می‌رود.